# 乌苏里斯克站
乌苏里斯克站（羅馬化：Stantsia Ussuriysk）位于滨海边疆区双城子，是双城子的主要铁路客运站，距莫斯科雅罗斯拉夫尔站9175.5公里。本站1893年投入使用。

## 列车
- 1（2）次列车（俄罗斯号）：莫斯科 - 海参崴
- 5（6）次列车（海洋号）：伯力 - 海参崴
- 7（8）次列车：新西伯利亚 - 海参崴
- 61（62）次列车：莫斯科 - 海参崴
- 113（114）次列车：伯力 - 太平洋站
- 207（208）次列车：新库兹涅茨克 - 海参崴
- 351（352）次列车：海参崴 - 苏维埃港
- 651（652）次列车：双城子 - 平壤